# Silja Clemens
Silja Clemens (* 12. Juni 1975 in Köln) ist eine deutsche Drehbuchautorin.

## Leben
Silja Clemens beendete 1999 ihr Schauspielstudium an der Theaterhochschule Zürich. Ihr Filmstudium schloss sie 2004 mit einem Diplom an der Hamburg Media School ab. Während des Studiums schrieb sie bereits Drehbücher für die beiden Kurzfilme Himmelfahrt (2003) und Hellblau (2004). Nachdem sie bereits für Fernsehserien wie Deadline – Jede Sekunde zählt und Allein gegen die Zeit Drehbücher schrieb, wurde mit dem Psychothriller Unter Nachbarn ihr ersteres Drehbuch für einen Langspielfilm verfilmt.

## Filmografie (Auswahl)
- 2007–2010: Deadline – Jede Sekunde zählt (Fernsehserie, zwei Folgen)
- 2011: Unter Nachbarn
- seit 2010: Allein gegen die Zeit (Fernsehserie)
- seit 2010: Großstadtrevier (Fernsehserie)
- 2015: Hilfe, ich hab meine Lehrerin geschrumpft
- 2019: Sechs auf einen Streich – Die drei Königskinder (Fernsehfilm)
- 2019: Polizeiruf 110: Tod einer Journalistin

## Auszeichnungen
- 2010 Der weiße Elefant (Kindermedienpreis) für das Serienkonzept von Allein gegen die Zeit (gemeinsam mit Ceylan Yildirim und Stephan Rick)